# ستانلي بوتير
ستانلي بوتير هو راكب الكنو كندي، ولد في 30 أبريل 1915، وتوفي في أغسطس 1962.

## وصلات خارجية
- ستانلي بوتير على موقع أوليمبيديا (الإنجليزية)